# فاطمة قرنفل
فاطمة قرنفل (3 فبراير 1952، إسكي شهر - 4 يونيو 2024، إسطنبول ) هي ممثلة مسرح وسينما ومسلسلات تلفزيونية تركية.

## حياتها المهنية
بدأت الفنانة، (التي درست في مركز الثقافة واللغات LCC )، دراستها في صناعة الأفلام عام 1968، عندما فازت بالمركز الثالث في مسابقة مجلة سيس التركية . تزوجت الفنانة من علي كوكاتيبي عام 1975 وانفصلا فيما بعد؛ بين عامي 1976 و1980، أثناء جنون الأفلام الجنسية، ذهبت إلى لندن لدراسة المنسوجات. تزوجت للمرة الثانية عام 1984. وبعد إصابتها بسرطان الثدي وتعافيها من المرض، عادت إلى المسرح في عام 2001.

## وفاتها
وتوفيت فاطمة قرنفل، التي عولجت من مرض السرطان في مستشفى خاص في فلوريا لفترة، في 4 يونيو 2024، عن عمر يناهز 72 عاما. وبعد صلاة الجنازة في مسجد خير الدين بربروس باشا يوم 5 يونيو، تم دفنها في مقبرة فريكوي .

## الجوائز
- 1968: مجلة سيس – الجائزة الثالثة
- 1968: جمعية الصحفيين بإزمير - جائزة فنان العام
- 1972: جمعية الصحفيين في أنقرة - جائزة فنان العام
- 1972: 9. مهرجان البرتقالة الذهبية السينمائي - أفضل ممثلة مساعدة - زوجة الأب